# Sandolândia
Sandolândia is een gemeente in de Braziliaanse deelstaat Tocantins. De gemeente telt 3.562 inwoners (schatting 2009).